# Маунтен-Меса (Каліфорнія)
Маунтен-Меса (англ. Mountain Mesa) — переписна місцевість (CDP) в США, в окрузі Керн штату Каліфорнія. Населення — 823 особи (2020).

## Географія
Маунтен-Меса розташований за координатами 35°38′28″ пн. ш. 118°24′15″ зх. д. / 35.64111° пн. ш. 118.40417° зх. д. (35.641149, -118.404262).  За даними Бюро перепису населення США в 2010 році переписна місцевість мала площу 2,15 км², уся площа — суходіл.

## Демографія
Згідно з переписом 2010 року, у переписній місцевості мешкало 777 осіб у 304 домогосподарствах у складі 192 родин. Густота населення становила 361 особа/км².  Було 368 помешкань (171/км²).
Расовий склад населення:
| - 88,4 % — білих - 2,1 % — корінних американців - 0,9 % — чорних або афроамериканців - 0,8 % — азіатів - 0,3 % — вихідців з тихоокеанських островів - 3,5 % — осіб інших рас |

До двох чи більше рас належало 4,1 %. Частка іспаномовних становила 9,9 % від усіх жителів.
За віковим діапазоном населення розподілялося таким чином: 19,9 % — особи молодші 18 років, 52,3 % — особи у віці 18—64 років, 27,8 % — особи у віці 65 років та старші. Медіана віку мешканця становила 49,8 року. На 100 осіб жіночої статі у переписній місцевості припадало 101,3 чоловіків;  на 100 жінок у віці від 18 років та старших — 93,2 чоловіків також старших 18 років.
Середній дохід на одне домашнє господарство  становив 29 369 доларів США (медіана — 24 028), а середній дохід на одну сім'ю — 31 992 долари (медіана — 24 611). За межею бідності перебувало 67,1 % осіб, у тому числі 71,7 % дітей у віці до 18 років та 56,7 % осіб у віці 65 років та старших.
Цивільне працевлаштоване населення становило 97 осіб. Основні галузі зайнятості: будівництво — 19,6 %, роздрібна торгівля — 16,5 %, транспорт — 15,5 %, публічна адміністрація — 15,5 %.